# David Vanole
David Charles Vanole (Redondo Beach, 6 febbraio 1963 – Salt Lake City, 15 gennaio 2007) è stato un allenatore di calcio, calciatore e giocatore di calcio a 5 statunitense, di ruolo portiere.

## Carriera

### Club
Vanole studiò all'Università della California di Los Angeles, militando nella squadra dell'ateneo dal 1981 al 1985: egli infatti non volle passare al professionismo prima di completare i suoi studi in aviazione.
La sua carriera vera e propria si svolse in due sole squadre: i Los Angeles Heat, in cui militò dal 1986 al 1990 diventando due volte vicecampione della A-League, e i San Francisco Bay Blackhawks, in cui rimase una sola stagione. Nel dicembre del 1991 infatti prese la decisione di passare al Beach soccer, dove giocò per quattro anni prima di ritirarsi definitivamente dall'agonismo.

### Nazionale
Con la nazionale statunitense Vanole esordì il 5 febbraio 1986 nella partita USA-Canada 0 a 0. In totale con gli States disputò 14 incontri e prese parte ai Mondiali italiani del 1990, in cui tuttavia non entrò in campo neppure un minuto (fu la riserva di Tony Meola).
A questo aggiunge l'esperienza positiva con la nazionale di calcio a 5 degli Stati Uniti al FIFA Futsal World Championship 1989 dove gli states giunsero sul terzo gradino del podio soprattutto grazie all'apporto dei giocatori che, l'anno successivo, saranno convocati per il mondiale italiano di calcio.

### Allenatore
David Vanole cominciò la sua carriera da allenatore nel 1999, guidando sia la squadra maschile che quella femminile dell'università in cui aveva studiato. Fu in seguito coach della nazionale femminile statunitense e della nazionale maschile Under-20. Dal 2004 al 2006 fu l'allenatore dei portieri dei New England Revolution.

### Morte
Morì per arresto cardiaco a Salt Lake City, dove stava facendo una vacanza sciistica insieme alla sua famiglia.